# Финале УЕФА Лиге Европе 2024.
Финале УЕФА Лиге Европе 2024. била је завршна утакмица УЕФА Лиге Европе 2023/24, укупно педесет треће сезоне другог по јачини европског фудбалског клупског такмичења које организује УЕФА и укупно петнаесте сезоне откада је назив такмичења промењен из Купа УЕФА у УЕФА Лига Европе. Одиграно је 22. маја 2024. године на стадиону Авива у Даблину између Аталанте из Италије и Бајер Леверкузен из Њемачке.
Аталанта је победила резултатом 3-0 за свој први европски трофеј и први трофеј после 61 године захваљујући хет-трику Адемоле Лукмана. Тиме је постао први стрелац који је постигао хет-трик у финалу Лиге Европе, први у великом европском финалу од Јупа Хајнкеса у реванш утакмици финала Купа УЕФА 1975. и први у великом европском финалу са једном утакмицом од Пјерина Пратија у финалу Купа шампиона 1969. Аталанта је такође постала 30. различити клуб који је освојио Куп УЕФА/Лигу Европе, први италијански клуб од Парме 1999. који је освојио трофеј и први италијански тим који је освојио такмичење од његовог ребрендирања пре сезоне 2009-10. Леверкузен, који је био непоражен у 51 утакмици у свим такмичењима у сезони, постао је први немачки тим који је изгубио финале Купа УЕФА/Лиге Европе још од Вердера из Бремена 2009. године.
Као победник, Аталанта је стекла право да игра против Реал Мадрида, победника Лиге шампиона 2023–24, у УЕФА Суперкупу 2024. године. 

## Позадина
Ово је било прво европско финале екипе Аталанте. Након што су изгубили финале Купа Италије 2024. године, тежила је освајању прве велике титуле од освајања Купа Италије у сезони 1962–63. За Бајер Леверкузен, ово је била њихово треће финале у европским такмичењима, прво европско финале од пораза у финалу Лиге шампиона 2002. године и прво финале Купа УЕФА/Лиге Европе од освајања 1988. године. Након што су освојили титулу у Бундеслиги 2023–24. и обезбедили пласман у финале Купа Немачке 2024, Леверкузен је циљао на троструку круну.
Финале је био тек трећи пут да су се тимови састали. Њихове прве две утакмице биле су у осмини финала УЕФА Лиге Европе 2021–22. Аталанта је победила у обе утакмице, 3–2 код куће и 1–0 у гостима.

### Екипе
У следећој табели, финала до 2009. године су била у ери Купа УЕФА, а од 2010. у ери УЕФА Лиге Европе.
| Екипа            | Претходна финална наступа (подебљано означава победнике) |
| ---------------- | -------------------------------------------------------- |
| Аталанта         | Нема                                                     |
| Бајер Леверкузен | 1 (1988)                                                 |

## Стадион
Дана 16. јула 2021. године, Извршни комитет УЕФА је објавио да је, због повлачења права домаћинства за Европско првенство 2020, стадион Авива у Даблину добио право домаћинства за финале 2024. године. Ово је био део споразума о поравнању којим је УЕФА признала напоре и финансијска улагања у домаћинство Европско првенство 2020.
Ово је био други пут да се финале Лиге Европе одржава на стадиону Авива, након што је претходно био домаћин финала 2011. године.

## Пут до финала
Напомена: У свим доле наведеним резултатима прво се даје резултат финалисте (Д: код куће; Г: у гостима).
| Аталанта         | Аталанта         | Аталанта         | Аталанта         | Рунда           | Бајер Леверкузен  | Бајер Леверкузен | Бајер Леверкузен | Бајер Леверкузен |
| ---------------- | ---------------- | ---------------- | ---------------- | --------------- | ----------------- | ---------------- | ---------------- | ---------------- |
| Противник        | Резултат         | Резултат         | Резултат         | Групна фаза     | Противник         | Резултат         | Резултат         | Резултат         |
| Раков Ченстохова | 2–0 (Д)          | 2–0 (Д)          | 2–0 (Д)          | 1. коло         | БК Хекен          | 4–0 (Д)          | 4–0 (Д)          | 4–0 (Д)          |
| Спортинг Лисабон | 2–1 (Г)          | 2–1 (Г)          | 2–1 (Г)          | 2. коло         | Молде             | 2–1 (Г)          | 2–1 (Г)          | 2–1 (Г)          |
| Штурм Грац       | 2–2 (Г)          | 2–2 (Г)          | 2–2 (Г)          | 3. коло         | Карабаг           | 5–1 (Д)          | 5–1 (Д)          | 5–1 (Д)          |
| Штурм Грац       | 1–0 (Д)          | 1–0 (Д)          | 1–0 (Д)          | 4. коло         | Карабаг           | 1–0 (Г)          | 1–0 (Г)          | 1–0 (Г)          |
| Спортинг Лисабон | 1–1 (Д)          | 1–1 (Д)          | 1–1 (Д)          | 5. коло         | БК Хекен          | 2–0 (Г)          | 2–0 (Г)          | 2–0 (Г)          |
| Раков Ченстохова | 4–0 (Г)          | 4–0 (Г)          | 4–0 (Г)          | 6. коло         | Молде             | 5–1 (Д)          | 5–1 (Д)          | 5–1 (Д)          |
| Победник Групе Д | Победник Групе Д | Победник Групе Д | Победник Групе Д | Коначни пласман | Победник Групе Х  | Победник Групе Х | Победник Групе Х | Победник Групе Х |
| Противник        | Укупно           | 1. меч           | 2. меч           | Нокаут фаза     | Противник         | Укупно           | 1. меч           | 2. меч           |
| Спортинг Лисабон | 3–2              | 1–1 (Г)          | 2–1 (Д)          | 1/16            | Карабаг           | 5–4              | 2–2 (Г)          | 3–2 (Д)          |
| Ливерпул         | 3–1              | 3–0 (Г)          | 0–1 (Д)          | 1/8             | Вест Хем јунајтед | 3–1              | 2–0 (Д)          | 1–1 (Г)          |
| Олимпик Марсељ   | 4–1              | 1–1 (Г)          | 3–0 (Д)          | 1/4             | Рома              | 4–2              | 2–0 (Г)          | 2–2 (Д)          |

## Пре утакмице

### Амбасадор
Амбасадор финала био је бивши ирски репрезентативац Џон О’Шеј, који је ушао на терен са трофејем пре утакмице.

### Продаја улазница
Од капацитета од 48.000 места, 36.000 је било доступно навијачима и широј публици, од чега су навијачи оба тима добили по 12.000 улазница.

## Утакмица

### Резиме
У 12. минуту, Аталанта је повела након што је Теун Копмајнерс додао лопту Давидеу Запакости, који је затим додао лопту ниско преко десне стране где се налазио Адемола Лукман, а Нигеријац је успео да претрчи испред Ексекијела Паласиоса и убаци лопту у горњи леви угао мреже, чиме је италијанском тиму донео вођство. Лукман је удвостручио предност Аталанте четрнаест минута касније, након што је покупио лопту и предриблао Гранита Џаку пре него што је ударцем у доњи десни угао мреже повећао резултат на 2:0. Леверкузен је био близу повратка и гола након што је Паласиос проиграо Алекса Грималда, али је Шпанчев покушај завршио у рукама Хуана Муса. Аталанта је покушавала да постигне трећи гол како је утакмица одмицала, а Шарл де Кетелере је имао ударац који је одбранио Матеј Коварж, а Пјеро Хинкапије је био приморан да спречи центаршут Копмајнерса да дође до Де Кетелереа. У 75. минуту, Лукман је комплетирао хет-трик након што је примио лопту од Ђанлуке Скамаке на левој страни, пре него што је успео да пронађе простор и упути ударац, који је завршио у горњем десном углу мреже. Утакмица је завршена победом Аталанте од 3:0, чиме су осигурали своју прву европску титулу у историји.

### Детаљи
„Домаћи“ тим (из административних разлога) је одређен додатним жребом одржаним након жреба за четвртфинале и полуфинале.
| Аталанта             | 3–0      | Бајер Леверкузен |
| -------------------- | -------- | ---------------- |
| Лукман 12’, 26’, 75’ | Извештај |                  |

| Аталанта | Бајер Леверкузен |

| GK                  | 1  | Хуан Мусо         |     |       |
| CB                  | 19 | Берат Ђимшити (к) | 22’ |       |
| CB                  | 4  | Исак Хин          |     |       |
| CB                  | 23 | Сеад Колашинац    |     | 46’   |
| RM                  | 77 | Давиде Запакоста  | 60’ | 84’   |
| CM                  | 13 | Едерсон           |     |       |
| CM                  | 7  | Теун Копмајнерс   | 70’ |       |
| LM                  | 22 | Матео Руђери      |     | 90+1’ |
| RF                  | 17 | Шарл де Кетелере  |     | 57’   |
| CF                  | 90 | Ђанлука Скамака   | 35’ | 84’   |
| LF                  | 11 | Адемола Лукман    |     |       |
| Измене:             |    |                   |     |       |
| GK                  | 29 | Марко Карнесеки   |     |       |
| GK                  | 31 | Франческо Роси    |     |       |
| DF                  | 2  | Рафаел Толој      |     | 90+1’ |
| DF                  | 42 | Ђорђо Скалвини    |     | 46’   |
| MF                  | 3  | Емил Холм         |     |       |
| MF                  | 8  | Марио Пашалић     |     | 57’   |
| MF                  | 15 | Мартен де Рон     |     |       |
| MF                  | 20 | Митчел Бакер      |     |       |
| MF                  | 25 | Мишел Адопо       |     |       |
| MF                  | 33 | Ханс Хатебур      |     | 84’   |
| FW                  | 10 | Ел Билал Туре     |     | 84’   |
| FW                  | 59 | Алексеј Миранчук  |     |       |
| Тренер:             |    |                   |     |       |
| Ђан Пјеро Гасперини |    |                   |     |       |

| GK          | 17 | Матеј Коварж      |     |     |
| CB          | 2  | Јосип Станишић    |     | 46’ |
| CB          | 4  | Јонатан Та (к)    |     |     |
| CB          | 12 | Едмонд Тапсоба    | 67’ |     |
| RM          | 30 | Џереми Фримпонг   |     | 81’ |
| CM          | 34 | Гранит Џака       |     |     |
| CM          | 25 | Есекијел Паласиос |     | 68’ |
| LM          | 3  | Пјеро Хинкапије   |     |     |
| AM          | 10 | Флоријан Вирц     | 35’ | 81’ |
| CF          | 20 | Алекс Грималдо    |     | 68’ |
| CF          | 21 | Амин Адли         |     |     |
| Измене:     |    |                   |     |     |
| GK          | 1  | Лукаш Храдецки    |     |     |
| GK          | 36 | Никлас Ломб       |     |     |
| DF          | 6  | Одилон Косуну     |     |     |
| DF          | 13 | Артур             |     |     |
| MF          | 7  | Јонас Хофман      |     |     |
| MF          | 8  | Роберт Андрих     | 73’ | 68’ |
| MF          | 19 | Нејтан Тела       |     | 81’ |
| MF          | 32 | Густаво Пуерта    |     |     |
| FW          | 9  | Борха Иглесијас   |     |     |
| FW          | 14 | Патрик Шик        |     | 81’ |
| FW          | 22 | Виктор Бонифејс   |     | 46’ |
| FW          | 23 | Адам Хложек       |     | 68’ |
| Тренер:     |    |                   |     |     |
| Ћаби Алонсо |    |                   |     |     |

| Играч утакмице: Адемола Лукман (Аталанта) Помоћне судије: Васил Маринеску (Румунија) Михај Артен (Румунија) Четврти судија: Иван Кружљак (Словачка) Резервни помоћни судија: Бранислав Ханско (Словачка) ВАР: Пол ван Букел (Холандија) Помоћне судије за ВАР-ом: Каталин Попа (Румунија) Роб Диперник (Холандија) | Правила: - Регуларни део утакмице траје 90 минута; - Уколико је резултат нерешен, играју се продужеци у трајању од 30 минута; - Уколико је резултат и даље нерешен, изводе се једанаестерци; - Сваки тим има дванаест играча на клупи; - Дозвољено је укупно извршити пет измена, с тим да се у продужецима може извршити и шеста измена. |

### Статистика
| Статистика     | Аталанта | Бајер Леверкузен |
| -------------- | -------- | ---------------- |
| Дато голова    | 2        | 0                |
| Укупно шутеви  | 6        | 4                |
| Шутева у гол   | 4        | 2                |
| Одбране        | 2        | 2                |
| Посед лопте    | 43%      | 57%              |
| Корнери        | 1        | 1                |
| Фаулови        | 10       | 7                |
| Офсајди        | 0        | 0                |
| Жути картони   | 2        | 1                |
| Црвени картони | 0        | 0                |

| Статистика     | Аталанта | Бајер Леверкузен |
| -------------- | -------- | ---------------- |
| Дато голова    | 1        | 0                |
| Укупно шутеви  | 4        | 6                |
| Шутева у гол   | 3        | 1                |
| Одбране        | 1        | 2                |
| Посед лопте    | 41%      | 59%              |
| Корнери        | 1        | 4                |
| Фаулови        | 11       | 5                |
| Офсајди        | 1        | 0                |
| Жути картони   | 2        | 2                |
| Црвени картони | 0        | 0                |

| Статистика     | Аталанта | Бајер Леверкузен |
| -------------- | -------- | ---------------- |
| Дато голова    | 3        | 0                |
| Укупно шутеви  | 10       | 10               |
| Шутева у гол   | 7        | 3                |
| Одбране        | 3        | 4                |
| Посед лопте    | 42%      | 58%              |
| Корнери        | 2        | 5                |
| Фаулови        | 21       | 12               |
| Офсајди        | 1        | 0                |
| Жути картони   | 4        | 3                |
| Црвени картони | 0        | 0                |